# Langues événiques
Les langues événiques sont un des 4 groupes insécables parmi les langues toungouses. Ce groupe inclut l'évenki, l'évène, l'oroqen, le néguidale, etc.

## Dénomination
Le nom "événique" dérive de l'évène. Cet ensemble est aussi appelé éwonique ou éwenki-lamoute. Ces termes sont souvent synonymes de "toungouse du Nord",. En revanche, ils ne le sont pas quand les langues toungouses du Nord englobent aussi les langues oudighéïques,.

## Classification
Les langues événiques font partie de la famille de langues toungouses. Leur position au sein de cette famille diverge selon les auteurs.
Robbeets (2015) classe les langues événiques aux côtés des langues toungouses centrales (langues nanaïques + oudighéïques) dans une branche toungouse (au sens propre) des langues toungouses-mandchoues (classant les langues jurcheniques à part).
Pevnov (2017) propose une classification similaire, mais groupe les langues événiques avec les langues oudighéïques dans un sous-groupe toungouse du Nord.
Doerfer (1978) met les langues événiques à part des autres branches, alors groupées en une branche toungouse du Sud.
Janhunen (2012) et Georg (2004) classent l'événique et l'oudighéïque dans une branche septentrionale et les autres groupes sont classés dans une branche méridionale.

## Classification interne
Les langues événiques sont généralement subdivisées en une branche toungouse du Nord-Ouest (évenki, néguidale, ...) et une branche toungouse du Nord-Est (évène). Le kili est parfois rapproché des langues événiques. L'arman, le solon, l'ongkor solon, l'évenki yakoute et l'évenki khamnigan sont traditionnellement considérés comme des dialectes de l'évène pour le premier, et de l'évenki pour les quatre autres. Les dialectes sont indiqués en italique.
- langues événiques
  - langues toungouses du Nord-Est
    - évène
      - évène oriental
        - berjozovka
        - kamchatka
        - kolyma-omolon
        - okhotsk
        - ola
        - sakkyryr
        - kolymien supérieur

      - moyen évène
        - allaikha
        - évène moma
        - tompon

      - évène occidental
        - indigirka
        - lamunkhin
        - tjugasjir

    - arman†[8]

  - langues toungouses du Nord-Ouest
    - évenki[10]
      - évenki sibérien
        - évenki oriental
          - bareya-amgun'
          - barguzin
          - chul'man-gilyui
          - évenki de Sakhaline
          - uchur-zeya
          - vitim-olyokma

        - évenki septentrional
          - ilimpeya
          - yerbogachon

        - évenki méridional
          - évenki sifflant
          - évenki aspirant

      - évenki mandchourien
        - solon[11]
          - solon du bassin de l'Amour
          - hulun buir
          - morigele
          - solon du bassin de la Nonni
          - ongkor solon[12]

        - évenki khamnigan[13]
          - borzya
          - urulyungui

        - évenki yakoute/aoluguya[14] (parfois inclus dans le groupe sibérien[15])

    - oroqen[16]
      - oroqen central
      - oroqen nord-oriental
      - oroqen sud-oriental
      - oroqen occidental

    - néguidale[17]
      - nizovsk
      - verkhovsk

    - kili

Il a été proposé que l'oroqen, le néguidale et le kili descendent de l'évenki, ce qui donne cette classification :
- langues événiques
  - évène
  - évenki
    - oroqen
    - kili
    - néguidale

Ethnologue propose une classification différente :
- langues événiques
  - groupe évène
    - évène

  - groupe évenki
    - évenki
    - oroqen

  - groupe néguidale
    - néguidale

## Vocabulaire comparé
Ce tableau comparatif est tiré d'une vidéo indiquée en référence.
| français   | évenki  | évène  | néguidale | oroqen   | kili   |
| ---------- | ------- | ------ | --------- | -------- | ------ |
| un (1)     | umukuɘn | ömen   | emen      | ɘmun     | ymkyn  |
| deux (2)   | tʃuːr   | ʒör    | zhuːl     | t͡ʃuːʒ    | juru   |
| trois (3)  | ɛlan    | ilan   | elan      | ilan     | ila    |
| quatre (4) | tɪgɪt   | dygen  | dighiː    | tijin    | duyin  |
| cinq (5)   | tʊŋŋa   | tūnŋan | toñnga    | tʊŋa     | sunja  |
| six (6)    | ɲuŋŋun  | ńūŋen  | ñungun    | niŋŋun   | ningun |
| sept (7)   | natan   | nādan  | nadan     | nadɘn    | nadan  |
| huit (8)   | tʃapkʊn | ʒapkan | zhapkun   | t͡ʃapkʊɘn | jaqun  |
| neuf (9)   | jɘgin   | uiun   | ijeghin   | jɘjin    | uün    |
| dix (10)   | tʃaːn   | mian   | zha       | t͡ʃan     | juan   |